# Christia Mercer
Christia Mercer ist eine US-amerikanische Philosophin und Inhaberin der Gustave M. Berne Professur an der Columbia University. 2019/20 amtierte sie als Präsidentin der American Philosophical Association (APA), Division Eastern.
Bevor sie sich der Philosophie zuwandte und 1989 an der Princeton University zur Ph.D. promoviert wurde, hatte Mercer in New York und Rom Kunstgeschichte studiert. Seit 1991 lehrt sie an der Columbia University Philosophie. Ihre Forschungsinteressen liegen bei der Philosophie der Frühen Neuzeit, der Geschichte des Platonismus, der Geschichte der Geschlechter sowie spätmittelalterlichen meditativen Traditionen.
Sie ist Herausgeberin der Burchreihe Oxford Philosophical Concepts und gemeinsam mit Melvin Rogers Mitherausgeberin der Buchreihe Oxford New Histories of Philosophy. Sie initiierte 2017 das Center for New Narratives in Philosophy an der Columbia University und präsentierte 2018 ein Bildungsprogramm im Hochsicherheitsgefängnis Metropolitan Detention Center Brooklyn. 

## Schriften (Auswahl)
- Leibniz's metaphysics. Its origins and development. Cambridge University Press, Cambridge/New York 2001, ISBN 0521403014.
- Herausgegeben mit Eileen O’Neill: Early modern philosophy. Mind, matter, and metaphysics. Oxford University Press, Oxford/New York 2005, ISBN 0195177606.